# 布雷阿勒苏维特雷
布雷阿勒苏维特雷（法語：Bréal-sous-Vitré，法語發音：[bʁeal su vitʁe]，意为“维特雷下方的布雷阿勒”）是法国伊勒-维莱讷省的一个市镇，属于富热尔-维特雷区。

## 地理
布雷阿勒苏维特雷（48°6'11"N, 1°3'40"W）面积5.75 平方千米，位于法国布列塔尼大區伊勒-维莱讷省，该省份为法国西北部沿海省份，位于布列塔尼半岛东部，北濒大西洋，西接阿摩尔滨海省和莫尔比昂省，南至大西洋卢瓦尔省，西南端接曼恩-卢瓦尔省，东临马耶讷省，东北与芒什省接壤。
与布雷阿勒苏维特雷接壤的市镇（或旧市镇、城区）包括：埃尔布雷、蒙德韦尔、勒佩特尔、拉格拉韦勒、圣皮埃尔拉库尔。

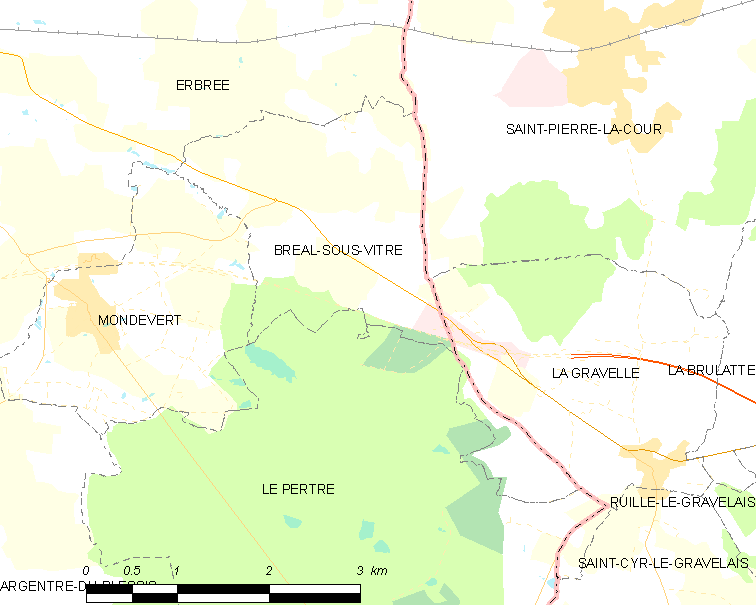
布雷阿勒苏维特雷的OSM定位图

布雷阿勒苏维特雷的时区为UTC+01:00、UTC+02:00（夏令时）。

## 行政
布雷阿勒苏维特雷的邮政编码为35370，INSEE市镇编码为35038。

## 政治
布雷阿勒苏维特雷所属的省级选区为维特雷县。

## 人口

1962-2008年间布雷阿勒苏维特雷人口变化图示

布雷阿勒苏维特雷于2022年1月1日时的人口数量为614人。